# Hinarere Taputu
Hinarere Taputu, née le 31 janvier 1990 à Papeete, est une mannequinne polynésiene, qui a été élue Miss Tahiti 2014, puis première dauphine de Miss France 2015. Elle représente la France à l'élection de Miss Monde 2015.

## Biographie

### Jeunesse
Hinarere Taputu a des origines belges de par sa mère et rurutu de par son père.
En 2013, elle obtient un Master spécialisé en gestion hôtelière,.
En juin 2008, elle se présente à l'élection de Vahine Tahiti 2008, et remporte ce titre.

### Élections
Elle est élue Miss Tahiti 2014,, à la suite de quoi elle participe à l'élection de Miss France 2015. Elle se classe première dauphine, la gagnante étant Camille Cerf. C'est la troisième fois consécutive que Miss Tahiti est la première dauphine de Miss France,.
Hinarere Taputu est choisie par Sylvie Tellier et l'organisation Miss France pour représenter la France au concours Miss Monde 2015 en Chine, le 19 décembre 2015,. Elle accède au top 11, mais n'est pas retenue parmi les 5 finalistes,,.

## Parcours
- Miss Tahiti 2014, élue le 29 juin 2014 à Papeete.
- 1re dauphine de Miss France 2015, élue le 6 décembre 2014 à Orléans.
- Miss World France 2015, désignée le 19 juin 2015 à Papeete.
- Top 11 à Miss Monde 2015, le 19 décembre 2015 à Sanya.